# Địa hình Mặt Trăng

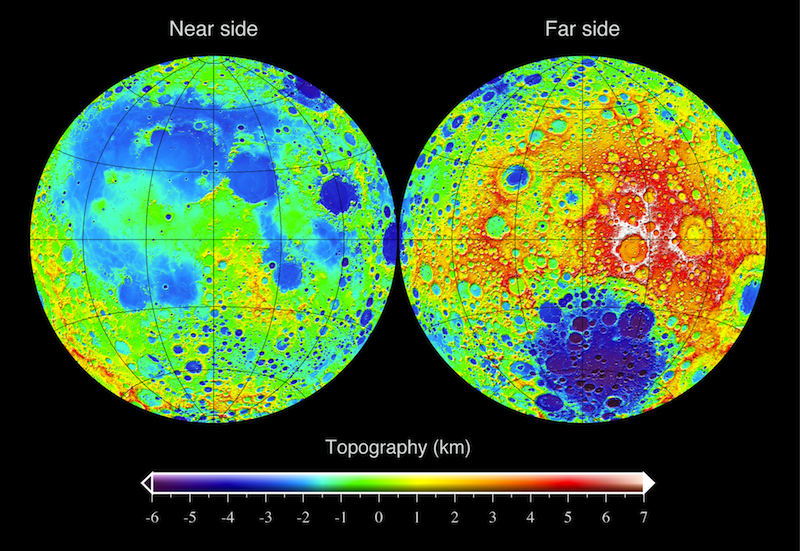
Địa hình của Mặt trăng.

Địa hình của Mặt Trăng đã được đo bằng các phương pháp đo độ cao bằng tia laser và phân tích hình ảnh âm thanh nổi, bao gồm cả dữ liệu thu được trong nhiệm vụ Clementine. Đặc điểm địa hình dễ thấy nhất là ở lưu vực Nam Cực-Aitken, nơi có độ cao thấp nhất của Mặt Trăng. Độ cao cao nhất được tìm thấy ở khu vực phía đông bắc của lưu vực này, và có ý kiến cho rằng khu vực này có thể đại diện cho các mỏ vật chất phóng dày xảy ra trong một sự kiện tác động của lưu vực Nam Cực-Aitken. Các lưu vực tác động lớn khác, chẳng hạn như các biển như Imbrium, Serenitatis, Crisium, Smythii và Orientale, cũng có độ cao thấp trong khu vực và có vành cao.
Một đặc điểm khác biệt của hình dạng Mặt Trăng là độ cao trung bình khoảng 1,9 km, cao hơn ở phía xa so với phía gần của mặt trăng. Nếu người ta cho rằng lớp vỏ ở trạng thái cân bằng đẳng nhiệt và mật độ của lớp vỏ ở mọi nơi như nhau, thì độ cao cao hơn sẽ có mối liên kết với lớp vỏ dày hơn. Sử dụng trọng lực, địa hình và dữ liệu địa chấn, lớp vỏ được cho là dày trung bình khoảng 50 ± 15 km, với lớp vỏ phía xa trung bình dày hơn so với cạnh gần khoảng 15 km.     